# Vaihinghofer Sägmühle

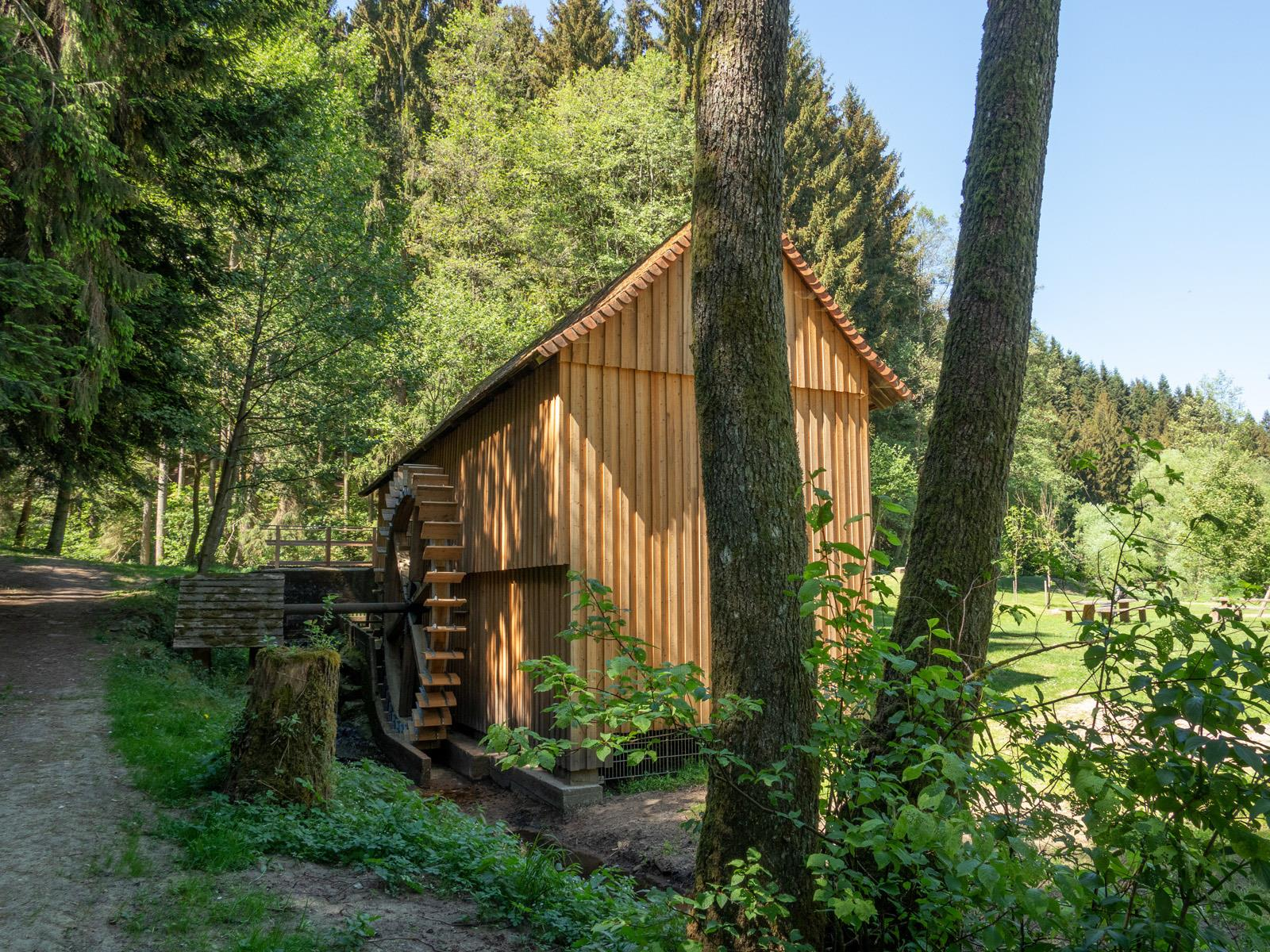
Vaihinghofer Sägmühle

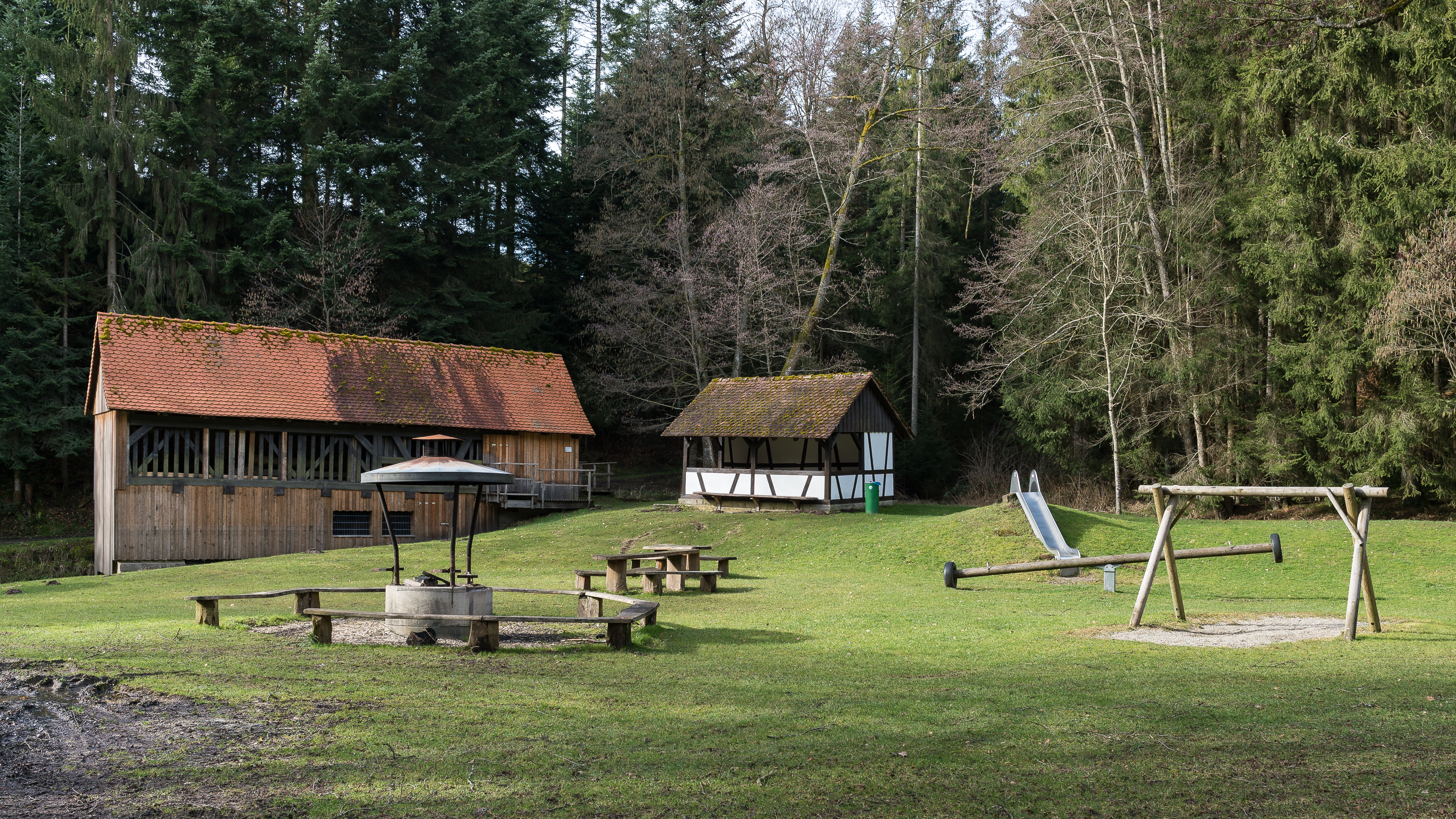
Freizeitanlage

Die Vaihinghofer Sägmühle (im Volksmund Hummelgautsche genannt) ist eine stillgelegte Wassermühle und ein ehemaliger Wohnplatz der Gemeinde Alfdorf im baden-württembergischen Rems-Murr-Kreis.

## Geographische Lage
Die Mühle befindet sich im Tal der Schwarzen Rot, etwa zwei Kilometer nordwestlich des Dorfs Hintersteinenberg. Umliegende Siedlungen sind die Heinlesmühle im Norden, der Deschenhof und der Vaihinghof im Nordosten, das Greuthöfle im Südosten, der Weiler Hüttenbühl im Süden und das Voggenmühlhöfle im Westen, welches bereits zur Gemeinde Kaisersbach gehört.

## Geschichte
Die Vaihinghofer Sägmühle war bereits zu der Zeit der Württembergischen Landesvermessung vorhanden und hatte ein kleines Wohnhaus. Sie war in der Hand einer Besitzergemeinschaft, die sich zumeist aus Landwirten der umliegenden Orte zusammensetzte. Um 1835 waren diese Jakob Müller, Georg Fritz vom Deschenhof, der Seldner Johann Georg Stiefel vom Voggenmühlhöfle und Adam Wurst vom Birkhof. Die Mühle verfügte über ein Wasserrad. Das Wehr wurde 1942 nochmals erneuert. 1972 erwarb die Gemeinde Alfdorf die Wassermühle und ließ sie ab 1973 restaurieren. Das Wohnhaus war zu dieser Zeit schon abgebrochen. 1994 erhielt die Anlage ein neues Wasserrad.  Von 2016 bis 2018 wurde das Gebäude erneut renoviert. Die Mühle ist in einem betriebsfähigen Zustand und kann besichtigt werden. Neben der Mühle entstand eine Freizeitanlage mit Spielplatz und Grillstelle.

## Tourismus
Die Vaihinghofer Sägmühle ist seit 1978 ein Teil des Mühlenwanderwegs. Die Route geht auf eine Initiative des Landrats Horst Lässing zurück.
Seit 2023 bildet die Mühle die Station Nr. 7 des Wanderweges Melchiors Abenteuertour.